# Marcel Lupovici
Marcel Lupovici, né à Bucarest le 5 juin 1909 et mort à Paris le 9 février 2001, est un acteur français d'origine roumaine.

## Biographie
Marcel Lupovici, issu d'une famille juive, vit en Roumanie jusqu'à l'âge de 18 ans, puis émigre en France, à Paris.
Il est élève du Conservatoire de 1933 à 1935 ; à la sortie, il obtient un deuxième prix de tragédie.
Il apparaît au théâtre dès 1933 et au cinéma à partir de 1935.
Pendant la guerre, il se réfugie en zone non occupée. En 1941, il fonde la compagnie Le Manteau d'Arlequin à Aix-en-Provence.
Revenu à Paris, il est metteur en scène de théâtre à partir de 1953, tout en apparaissant dans quelques films, notamment Du rififi chez les hommes de Jules Dassin (1955).
En 1963, il fonde le Théâtre 347, qui succède au Théâtre du Grand-Guignol (rue Chaptal, dans le 9° arrondissement), et le dirige jusqu'en 1982.
Il a aussi fait quelques disques, notamment Le Romancero gitan, Six poètes espagnols.

## Filmographie

### Cinéma
- 1935 : La Bandera de Julien Duvivier : Un légionnaire
- 1935 : Le Crime de Monsieur Lange de Jean Renoir
- 1935 : Golgotha de Julien Duvivier : Un disciple
- 1936 : Nitchevo de Jacques de Baroncelli : Le lieutenant
- 1936 : Moutonnet de René Sti
- 1936 : Mademoiselle Docteur ou Salonique nid d'espions de Georg Wilhelm Pabst : Alexandre
- 1936 : L'Homme de nulle part de Pierre Chenal : Béraldèz
- 1938 : Le Révolté de Léon Mathot et Robert Bibal
- 1938 : Entrée des artistes de Marc Allégret : Le tragédien
- 1938 : Le Drame de Shanghaï de Georg Wilhelm Pabst : L’assassin de Black Dragon'
- 1939 : L'Esclave blanche de Marc Sorkin : Mourad
- 1939 : Jeunes Filles en détresse de Georg Wilhelm Pabst : Morel
- 1939 : Le Monde en armes de Jean Oser
- 1939 : Sérénade de Jean Boyer : Lami de Schubert
- 1939 : Le Corsaire (film inachevé) de Marc Allégret
- 1945 : Les Démons de l'aube de Yves Allégret : Michel Courant
- 1945 : Patrie de Louis Daquin : Delrio
- 1946 : Le Village de la colère de Raoul André : Jacques Le Majeur
- 1947 : Fort de la solitude de Robert Vernay : Le légionnaire
- 1948 : Scandale de René Le Hénaff : Bonardi
- 1951 : Buridan, héros de la Tour de Nesle de Émile Couzinet
- 1952 : Trois femmes d'André Michel
- 1955 : Du rififi chez les hommes de Jules Dassin : Pierre Grutter
- 1956 : Je plaide non coupable de Edmond T. Gréville : Un truand
- 1956 : Bonjour sourire de Claude Sautet : Le chevalier dErceny
- 1956 : Si Paris nous était conté de Sacha Guitry : Marcel Paul
- 1956 : Mémoires d'un flic de Pierre Foucaud : Francis Bianconi
- 1957 : Quand sonnera midi de Edmond T. Gréville
- 1958 : Rafles sur la ville de Pierre Chenal : Dédé
- 1959 : Le Secret du chevalier d'Éon de Jacqueline Audry
- 1961 : La Fête espagnole de Jean-Jacques Vierne
- 1961 : Ma femme est une panthère de Raymond Bailly : Le tueur
- 1966 : Aventure à Beyrouth de Ladislas Vajda
- 1966 : Un choix d'assassins de Philippe Fourastié
- 1970 : Cannabis de Pierre Koralnik
- 1971 : Le Saut de l'ange de Yves Boisset : Lucien Orsini

### Télévision
- 1956 : Sainte Jeanne de George Bernard Shaw, réalisation Claude Loursais
- 1962 : Paludi de Gilbert Pineau : Ruspa
- 1969 : Le Mas Théotime de Jacques Floran
- 1969 : Les Eaux mêlées de Jean Kerchbron
- 1973 : Les Mohicans de Paris feuilleton télévisé de Gilles Grangier : Sarranti
- 1974 : Cadoudal de Guy Séligmann : Fouché

## Théâtre

### Comédien
- 1933 : La Tragédie de Coriolan de William Shakespeare, mise en scène Émile Fabre, Comédie-Française
- 1933 : Adam et Ève de Sacha Guitry, mise en scène Sacha Guitry, Comédie-Française : un homme
- 1934 : La Couronne de carton de Jean Sarment, Comédie-Française
- 1935 : Peer Gynt de Henrik Ibsen, Théâtre de la Porte-Saint-Martin
- 1938 : Noces de sang de Federico García Lorca, mise en scène Marcel Herrand, Théâtre de l'Atelier
- 1939 : Ondine de Jean Giraudoux, mise en scène Louis Jouvet, Théâtre de l'Athénée
- 1952 : La neige était sale de Georges Simenon, adaptation Frédéric Dard, mise en scène Raymond Rouleau, Théâtre des Célestins
- 1952 : Marie la Misérable de Michel de Ghelderode, Bruxelles
- 1953 : L'École des bouffons de Michel de Ghelderode, mise en scène Marcel Lupovici, Théâtre de l'Œuvre[4].

### Metteur en scène
- 1941 : Le Songe d'une nuit d'été de William Shakespeare, Le Manteau d'Arlequin, Aix-en-Provence
- 1941 : Les Revenants d'Henrik Ibsen, Le Manteau d'Arlequin, Aix-en-Provence
- 1953 : L'École des bouffons de Michel de Ghelderode, Théâtre de l'Œuvre[4]
- 1953 : Chant funèbre pour Ignacio Sánchez Mejías de Federico García Lorca, Théâtre 347
- 1954 : Negro Spiritual d'Yves Jamiaque, Théâtre des Noctambules
- 1955 (juillet) : Celui qui ne croyait pas de Michel Sinniger (Création), Festival des nuits de Bourgogne[5] aux Hospices de Beaune[6], puis Comédie de Paris
- 1963 : L'École des bouffons de Michel de Ghelderode, Théâtre 347[7].
- 1972 : Une anguille pour rêver de William Payne, adaptation José-André Lacour, Claude Breuer, Théâtre 347
- 1974 : Le Soleil se couche de Michel de Ghelderode, Théâtre 347
- 1977 : La Ménagerie de verre de Tennessee Williams,  Théâtre 347